# Любецки, Эммануэль
Эммануэль Любецки Моргенстерн (исп. Emmanuel Lubezki Morgenstern; род. 30 ноября 1964, Мехико) — мексиканский кинооператор, режиссёр, продюсер. Победитель 109 различных наград. Наряду с композитором Роджером Эденсом один из двух людей, получавших премию «Оскар» три года подряд: за операторскую работу в фильмах «Гравитация» (2013), «Бёрдмэн» (2014) и «Выживший» (2015). Помимо этого номинировался на «Оскар» пять раз.

## Биография
Родился в еврейской семье частично литвацкого происхождения. Его отец, Муни Любецки (исп. Muni Lubezki, полное имя — исп. Mauricio Lubezki Wasserman), психоаналитик, актёр и продюсер; мать — кинопродюсер и психолог Ракель Моргенштерн Любецки (исп. Raquel Morgenstern de Lubezki). Отец получил медицинское образование и работал психиатром, изучал психоанализ под руководством Эриха Фромма; один из составителей «Идиш-испанского словаря» под редакцией Маркоса Гринштейна (1993). Бабушка по отцовской линии бежала из России после революции и некоторое время жила в Шанхае; поселившись в Мехико, вместе с мужем играла в театральной труппе на идише.
Начал свою карьеру, работая в сфере мексиканской кино- и телеиндустрии в начале 1980-х. Первой работой в США стал в 1993 году независимый фильм «Двадцать баксов», повествующий о путешествии двадцатидолларовой купюры.
На протяжении шести фильмов Любецки работал вместе со своим другом, мексиканским кинорежиссёром Альфонсо Куароном: «Любовь во время истерии» (1991), «Маленькая принцесса» (1995), «Большие надежды» (1998), «И твою маму тоже» (2001), «Дитя человеческое» (2006) и «Гравитация» (2013). Любецки и Куарон — друзья с тех самых пор, как подростками посещали одну и ту же киношколу в Национальном университете Мексики.
Среди других режиссёров, с которыми также успел поработать Любецки, стоит отметить Майка Николса, Тима Бёртона, Майкла Манна, Терренса Малика, Алехандро Иньярриту (с ним получил два последних «Оскара») и Дэвида О. Расселла.
В 2007 году выступил одним из операторов фильма-концерта Мартина Скорсезе «The Rolling Stones. Да будет свет».
В 2008 году Любецки работал над фильмом братьев Коэн «После прочтения сжечь». Премьера фильма состоялась на Венецианском кинофестивале.
Брат — Алехандро Любецки (исп. Alejandro Lubezki, род. 1966), сценарист и режиссёр-документалист. Сестра — художник Пола Любецки Моргенштерн (исп. Pola Lubezki-Morgenstern, род. 1970).

## Фильмография

### Оператор
- 1992 — Как вода для шоколада / Como agua para chocolate
- 1992 — Урожай / The Harvest
- 1993 — Двадцать долларов / Twenty Bucks
- 1993 — Падшие ангелы / Fallen Angels (2 эпизода)
- 1994 — Реальность кусается / Reality Bites
- 1995 — Маленькая принцесса / A Little Princess
- 1995 — Прогулка в облаках / A Walk in the Clouds
- 1996 — Клетка для пташек / The Birdcage
- 1998 — Большие надежды / Great Expectations
- 1998 — Знакомьтесь, Джо Блэк / Meet Joe Black
- 1999 — Сонная лощина / Sleepy Hollow
- 2000 — Женские тайны / Things You Can Tell Just by Looking at Her
- 2001 — И твою маму тоже / Y tu mamá también
- 2001 — Али / Ali
- 2003 — Кот / The Cat in the Hat
- 2004 — Убить президента. Покушение на Ричарда Никсона / The Assassination of Richard Nixon
- 2004 — Лемони Сникет: 33 несчастья / Lemony Snicket’s A Series of Unfortunate Events
- 2005 — Новый свет / The New World
- 2006 — Дитя человеческое / Children of Men
- 2007 — У каждого своё кино / Chacun son cinema (эпизод «Анна»)
- 2008 — После прочтения сжечь / Burn After Reading
- 2011 — Древо жизни / The Tree of Life
- 2012 — К чуду / To the Wonder
- 2013 — Гравитация / Gravity
- 2014 — Бёрдмэн / Birdman
- 2015 — Рыцарь кубков / Knight of Cups
- 2015 — Выживший / The Revenant
- 2017 — Между нами музыка / Song to Song
- 2022 — Амстердам / Amsterdam

## Награды и номинации
Полный список наград и номинаций на сайте IMDb
| Награды и номинации | Награды и номинации           | Награды и номинации                            | Награды и номинации                                               | Награды и номинации |
| Год                 | Работа                        | Награда                                        | Категория                                                         | Результат           |
| ------------------- | ----------------------------- | ---------------------------------------------- | ----------------------------------------------------------------- | ------------------- |
| 2016                | «Выживший»                    | «Оскар»                                        | Лучшая операторская работа                                        | Победа              |
| 2016                | «Выживший»                    | BAFTA                                          | Лучшая операторская работа                                        | Победа              |
| 2016                | «Выживший»                    | Премия Американского общества кинооператоров   | Лучшая операторская работа                                        | Победа              |
| 2016                | «Выживший»                    | Премия «Спутник»                               | Лучшая операторская работа                                        | Номинация           |
| 2016                | «Выживший»                    | Critics’ Choice Movie Awards                   | Лучшая операторская работа                                        | Победа              |
| 2016                | «Выживший»                    | Премия Ассоциации кинокритиков Остина          | Лучшая операторская работа                                        | Номинация           |
| 2016                | «Выживший»                    | Премия Ассоциации кинокритиков Чикаго          | Лучшая операторская работа                                        | Номинация           |
| 2016                | «Выживший»                    | Премия Общества кинокритиков Бостона           | Лучшая операторская работа                                        | Вице-победитель     |
| 2016                | «Выживший»                    | Премия Общества кинокритиков Лас-Вегаса        | Лучшая операторская работа                                        | Победа              |
| 2016                | «Выживший»                    | Премия Общества кинокритиков Сан-Диего         | Лучшая операторская работа                                        | Вице-победитель     |
| 2016                | «Выживший»                    | Премия Общества онлайн-кинокритиков            | Лучшая операторская работа                                        | Номинация           |
| 2015                | «Бёрдмэн»                     | «Оскар»                                        | Лучшая операторская работа                                        | Победа              |
| 2015                | «Бёрдмэн»                     | BAFTA                                          | Лучшая операторская работа                                        | Победа              |
| 2015                | «Бёрдмэн»                     | Премия Американского общества кинооператоров   | Лучшая операторская работа                                        | Победа              |
| 2015                | «Бёрдмэн»                     | Премия «Независимый дух»                       | Лучшая операторская работа                                        | Победа              |
| 2015                | «Бёрдмэн»                     | Премия «Спутник»                               | Лучшая операторская работа                                        | Номинация           |
| 2015                | «Бёрдмэн»                     | Голливудский кинофестиваль                     | Оператор года                                                     | Победа              |
| 2015                | «Бёрдмэн»                     | Critics’ Choice Movie Awards                   | Лучшая операторская работа                                        | Победа              |
| 2015                | «Бёрдмэн»                     | Chlotrudis Award                               | Лучшая операторская работа                                        | Номинация           |
| 2015                | «Бёрдмэн»                     | Премия Ассоциации кинокритиков Остина          | Лучшая операторская работа                                        | Победа              |
| 2015                | «Бёрдмэн»                     | Премия Ассоциации кинокритиков Чикаго          | Лучшая операторская работа                                        | Победа              |
| 2015                | «Бёрдмэн»                     | Премия Ассоциации кинокритиков Лос-Анджелеса   | Лучшая операторская работа                                        | Победа              |
| 2015                | «Бёрдмэн»                     | Премия Общества кинокритиков Лас-Вегаса        | Лучшая операторская работа                                        | Победа              |
| 2015                | «Бёрдмэн»                     | Премия Общества кинокритиков Бостона           | Лучшая операторская работа                                        | Победа              |
| 2015                | «Бёрдмэн»                     | Премия Общества онлайн-кинокритиков            | Лучшая операторская работа                                        | Номинация           |
| 2014                | «Гравитация»                  | «Оскар»                                        | Лучшая операторская работа                                        | Победа              |
| 2014                | «Гравитация»                  | BAFTA                                          | Лучшая операторская работа                                        | Победа              |
| 2014                | «Гравитация»                  | Премия Американского общества кинооператоров   | Лучшая операторская работа                                        | Победа              |
| 2014                | «Гравитация»                  | Премия «Спутник»                               | Лучшая операторская работа                                        | Номинация           |
| 2014                | «Гравитация»                  | Critics’ Choice Movie Awards                   | Лучшая операторская работа                                        | Победа              |
| 2014                | «Гравитация»                  | Премия Национального общества кинокритиков США | Лучшая операторская работа                                        | Номинация           |
| 2014                | «Гравитация»                  | Премия Ассоциации кинокритиков Остина          | Лучшая операторская работа                                        | Победа              |
| 2014                | «Гравитация»                  | Премия Ассоциации кинокритиков Чикаго          | Лучшая операторская работа                                        | Победа              |
| 2014                | «Гравитация»                  | Премия Ассоциации кинокритиков Лос-Анджелеса   | Лучшая операторская работа                                        | Победа              |
| 2014                | «Гравитация»                  | Премия Общества кинокритиков Лас-Вегаса        | Лучшая операторская работа                                        | Победа              |
| 2014                | «Гравитация»                  | Премия Общества кинокритиков Бостона           | Лучшая операторская работа                                        | Победа              |
| 2014                | «Гравитация»                  | Премия Общества кинокритиков Сан-Диего         | Лучшая операторская работа                                        | Номинация           |
| 2014                | «Гравитация»                  | Премия Общества онлайн-кинокритиков            | Лучшая операторская работа                                        | Победа              |
| 2013                | «К чуду»                      | Премия Общества кинокритиков Сан-Диего         | Лучшая операторская работа                                        | Победа              |
| 2012                | «Древо жизни»                 | «Оскар»                                        | Лучшая операторская работа                                        | Номинация           |
| 2012                | «Древо жизни»                 | Премия Американского общества кинооператоров   | Лучшая операторская работа                                        | Победа              |
| 2012                | «Древо жизни»                 | Премия «Спутник»                               | Лучшая операторская работа                                        | Номинация           |
| 2012                | «Древо жизни»                 | Премия Австралийского общества кинооператоров  | Международная награда                                             | Победа              |
| 2012                | «Древо жизни»                 | Голливудский кинофестиваль                     | Оператор года                                                     | Победа              |
| 2012                | «Древо жизни»                 | Critics’ Choice Movie Awards                   | Лучшая операторская работа                                        | Победа              |
| 2012                | «Древо жизни»                 | Chlotrudis Award                               | Лучшая операторская работа                                        | Номинация           |
| 2012                | «Древо жизни»                 | Премия Ассоциации кинокритиков Остина          | Лучшая операторская работа                                        | Победа              |
| 2012                | «Древо жизни»                 | Премия Ассоциации кинокритиков Чикаго          | Лучшая операторская работа                                        | Победа              |
| 2012                | «Древо жизни»                 | Премия Общества кинокритиков Бостона           | Лучшая операторская работа                                        | Победа              |
| 2012                | «Древо жизни»                 | Премия Ассоциации кинокритиков Лос-Анджелеса   | Лучшая операторская работа                                        | Победа              |
| 2012                | «Древо жизни»                 | Премия Национального общества кинокритиков США | Лучшая операторская работа                                        | Победа              |
| 2012                | «Древо жизни»                 | Премия Общества кинокритиков Сан-Диего         | Лучшая операторская работа                                        | Победа              |
| 2012                | «Древо жизни»                 | Премия Общества онлайн-кинокритиков            | Лучшая операторская работа                                        | Победа              |
| 2007                | «Дитя человеческое»           | «Оскар»                                        | Лучшая операторская работа                                        | Номинация           |
| 2007                | «Дитя человеческое»           | BAFTA                                          | Лучшая операторская работа                                        | Победа              |
| 2007                | «Дитя человеческое»           | Премия Американского общества кинооператоров   | Лучшая операторская работа                                        | Победа              |
| 2007                | «Дитя человеческое»           | Премия Австралийского общества кинооператоров  | Международная награда                                             | Победа              |
| 2007                | «Дитя человеческое»           | Венецианский кинофестиваль                     | Золотые Озеллы за уникальное техническое содействие               | Победа              |
| 2007                | «Дитя человеческое»           | Премия Ассоциации кинокритиков Остина          | Лучшая операторская работа                                        | Победа              |
| 2007                | «Дитя человеческое»           | Премия Ассоциации кинокритиков Чикаго          | Лучшая операторская работа                                        | Победа              |
| 2007                | «Дитя человеческое»           | Премия Общества кинокритиков Лас-Вегаса        | Лучшая операторская работа                                        | Победа              |
| 2007                | «Дитя человеческое»           | Премия Ассоциации кинокритиков Лос-Анджелеса   | Лучшая операторская работа                                        | Победа              |
| 2007                | «Дитя человеческое»           | Премия Национального общества кинокритиков США | Лучшая операторская работа                                        | Победа              |
| 2007                | «Дитя человеческое»           | Премия Общества онлайн-кинокритиков            | Лучшая операторская работа                                        | Победа              |
| 2006                | «Новый Свет»                  | «Оскар»                                        | Лучшая операторская работа                                        | Номинация           |
| 2006                | «Новый Свет»                  | Кинофестиваль в Мар-дель-Плата                 | Kodak Award                                                       | Победа              |
| 2006                | «Новый Свет»                  | Премия Ассоциации кинокритиков Чикаго          | Лучшая операторская работа                                        | Номинация           |
| 2006                | «Новый Свет»                  | Премия Национального общества кинокритиков США | Лучшая операторская работа                                        | Номинация           |
| 2006                | «Новый Свет»                  | Премия Общества кинокритиков Сан-Диего         | Лучшая операторская работа                                        | Победа              |
| 2006                | «Новый Свет»                  | Премия Общества онлайн-кинокритиков            | Лучшая операторская работа                                        | Номинация           |
| 2005                | «Лемони Сникет: 33 несчастья» | Премия «Спутник»                               | Лучшая операторская работа                                        | Номинация           |
| 2003                | «И твою маму тоже»            | Chlotrudis Award                               | Лучшая операторская работа                                        | Номинация           |
| 2000                | «Сонная Лощина»               | «Оскар»                                        | Лучшая операторская работа                                        | Номинация           |
| 2000                | «Сонная Лощина»               | Премия Американского общества кинооператоров   | Лучшая операторская работа                                        | Номинация           |
| 2000                | «Сонная Лощина»               | Премия «Спутник»                               | Лучшая операторская работа                                        | Победа              |
| 2000                | «Сонная Лощина»               | Chlotrudis Award                               | Лучшая операторская работа                                        | Номинация           |
| 2000                | «Сонная Лощина»               | Премия Ассоциации кинокритиков Чикаго          | Лучшая операторская работа                                        | Номинация           |
| 2000                | «Сонная Лощина»               | Премия Общества кинокритиков Бостона           | Лучшая операторская работа                                        | Победа              |
| 2000                | «Сонная Лощина»               | Премия Общества кинокритиков Лас-Вегаса        | Лучшая операторская работа                                        | Номинация           |
| 2000                | «Сонная Лощина»               | Премия Национального общества кинокритиков США | Лучшая операторская работа                                        | Номинация           |
| 2000                | «Сонная Лощина»               | Премия Общества кинокритиков Санта-Фе          | Лучшая операторская работа                                        | Победа              |
| 2000                | «Сонная Лощина»               | Премия Общества онлайн-кинокритиков            | Лучшая операторская работа                                        | Победа              |
| 1996                | «Маленькая принцесса»         | «Оскар»                                        | Лучшая операторская работа                                        | Номинация           |
| 1994                | Ambar                         | «Ариэль»                                       | Лучшая операторская работа                                        | Победа              |
| 1994                | Ambar                         | Кинофестиваль в Сиджесе                        | Лучшая операторская работа                                        | Победа              |
| 1994                | «Падшие ангелы»               | CableACE Award                                 | Лучшая операторская работа в комедийном или драматическом сериале | Победа              |
| 1993                | «Мирослава»                   | «Ариэль»                                       | Лучшая операторская работа                                        | Победа              |
| 1993                | «Мирослава»                   | Гаванский кинофестиваль                        | Лучшая операторская работа                                        | Победа              |
| 1993                | «Урожай»                      | MystFest                                       | Лучшая операторская работа                                        | Победа              |
| 1992                | «Как вода для шоколада»       | «Ариэль»                                       | Лучшая операторская работа                                        | Победа              |
| 1992                | «Как вода для шоколада»       | Кинофестиваль в Токио                          | Приз за лучший художественный вклад                               | Победа              |
| 1992                | «Любовь во время истерии»     | «Ариэль»                                       | Лучшая операторская работа                                        | Номинация           |